# Siegfried Grüninger
Siegfried „Siggi“ Grüninger (* 28. Juni 1959; † 4. Juni 2016) war ein deutscher Fußballtorhüter.

## Sportlicher Werdegang
Grüninger begann mit dem Fußballspielen bei der TSG Reutlingen, später schloss er sich der Jugend des SSV Reutlingen 05 an. 1979 wechselte Grüninger zum VfB Stuttgart, wo er zunächst in der Amateurmannschaft in der Oberliga Baden-Württemberg spielte. Mit dem Drittligaaufsteiger belegte er am Ende der Spielzeit 1979/80 vor dem Mitaufsteiger VfB Eppingen den ersten Platz. Da die Mannschaft als Zweitvertretung nicht aufstiegsberechtigt war, stiegen die Eppinger auf und die Schwaben nahmen an der  Amateurmeisterschaft 1980 teil. Mit Grüninger als Rückhalt bezwang die von Willi Entenmann trainierte Mannschaft um Rainer Adrion, Etepe Kakoko, Frank Elser und İlyas Tüfekçi auf dem Weg ins Finale Borussia Neunkirchen und den KSV Hessen Kassel, ehe durch Tore von Bernd Frick und Gunnar Weiß der FC Augsburg mit einem 2:1-Erfolg bezwungen wurde. Nach einem weiteren Jahr als Stammtorhüter bei den Amateuren rückte er im Sommer 1981 als Nachfolger für den zu Bayer 04 Leverkusen  gewechselten Uwe Greiner als Ersatztorhüter hinter Helmut Roleder in den Profikader des VfB. Sein erstes Profispiel bestritt er am 9. April 1983, als er beim 2:2 gegen den VfL Bochum in der 84. Minute nach einem Platzverweis Roleders eingewechselt wurde. Während der Sperre Roleders stand Siegfried Grüninger in der Saison 1982/83 noch vier weitere Male im Tor des VfB.
Nach Ende der Saison wechselte Grüninger im Sommer 1983 zum SC Freiburg, für den er bis 1987 134 mal in der 2. Bundesliga spielte. Nach einer Spielzeit beim Bayernligisten TSV 1860 München kehrte Grüninger in die Bundesliga zurück. Für Bayer Uerdingen bestritt er von 1988 bis 1990 23 Spiele. Nach Ablauf seines Vertrages hielt er sich zunächst bei der Amateurmannschaft von Bayer Uerdingen fit, aufgrund eines Beinbruchs des etatmäßigen zweiten Torhüters Eberhard Trautner im Sommer 1991 holte ihn der VfB Stuttgart jedoch, mit einem Zeitvertrag ausgestattet, zurück. Im Januar 1992 wurde sein Vertrag nochmals bis zum Saisonende verlängert. Dort kam er zu keinem Pflichtspieleinsatz mehr, wurde aber, als Ersatztorhüter und mit 33 Jahren ältester Spieler im Kader, mit Stuttgart 1992 deutscher Meister. Nach der Rückkehr Trautners war er dabei lediglich dritter Torwart.  
Anschließend war Grüninger, der Anfang der 1990er ein Sonnenstudio, das von seiner Frau geführt wurde, gründete, zunächst arbeitslos, stand aber weiterhin auf der Transferliste, da er seine Karriere zu diesem Zeitpunkt noch nicht beenden wollte.
Zur Saison 1993/94 schloss Grüninger sich dem SC Pfullendorf in der Oberliga Baden-Württemberg an, wo er es bis zum Saisonende auf 14 Ligaeinsätze brachte. Der Klub stieg jedoch als Tabellenvorletzter aufgrund der schlechteren Tordifferenz gegenüber den punktgleichen Konkurrenten ASV Durlach und VFB Gaggenau in die aufgrund der Einführung der Regionalliga im Sommer 1994 nunmehr fünftklassige Verbandsliga Südbaden ab.
Als Trainer war Grüninger auf lokaler Ebene bei den Klubs SV Rommelsbach, TSV Trochtelfingen und TSG Young Boys tätig.